# Logique argumentative
 (octobre 2022).
Si vous disposez d'ouvrages ou d'articles de référence ou si vous connaissez des sites web de qualité traitant du thème abordé ici, merci de compléter l'article en donnant les références utiles à sa vérifiabilité et en les liant à la section « Notes et références ».
La logique argumentative est un mécanisme de raisonnement qui permet de gérer des informations incomplètes, incertaines ou imprécises, contrairement à la logique classique qui requiert des prémisses complètes, certaines et précises. Elle peut notamment être appliquée en intelligence artificielle.

## Utilité
Lorsqu'un agent social et autonome raisonne et interagit avec le monde qui l'entoure, il peut être confronté à différentes sources d'incohérence : croyances erronées, observations non fiables, échanges d'informations avec d'autres agents, etc.
Un agent intelligent doit donc disposer d'un mécanisme de raisonnement qui permet de gérer ces incohérences. L'argumentation est un bon candidat. L'argumentation constitue un modèle adapté au processus cognitif d'un agent autonome et social pour gérer les interactions entre des arguments internes qui explicitent ses croyances et des arguments externes qui créditent des croyances contradictoires provenant d'autres agents.

## Notion d'argument
L'argumentation permet de tirer des conclusions en se réservant le droit de les rétracter à la lumière de nouvelles informations. D'une part, Stephen Toulmin fonde l'argumentation sur la notion d'évidence afin de donner une structure aux arguments. D'autre part, Chaïm Perelman et Lucie Olbrechts-Tyteca fondent l'argumentation sur l'adhésion afin de donner une force aux arguments.
En logique argumentative, les arguments sont des entités abstraites munies d'une structure.

## Comparaison entre les logiques classique et argumentative

### Monde clos
La déduction classique est une opération de conséquence (notée {\displaystyle \vdash }) qui permet de calculer la signification des formules en construisant des démonstrations.
Par exemple, la preuve présentée ci-dessous permet, à partir d'un
certain nombre de prémisses, de conclure qu'Olivier est vieux :
- Olivier a 84 ans.
- Olivier est un homme.
- Tous les hommes de plus de 80 ans sont vieux.
- {\displaystyle 84\geq 80}
- Olivier est vieux.

La déduction classique vérifie la propriété de monotonie : si {\displaystyle \Phi } est
une conséquence de {\displaystyle \Gamma } alors c'est également une conséquence de
tout ensemble qui contient {\displaystyle \Gamma } :
si {\displaystyle \Gamma \vdash \Phi } et  {\displaystyle \Gamma \subset \Delta } alors {\displaystyle \Delta \vdash \Phi .}
En d'autres termes, l'adjonction de nouvelles formules à un ensemble
{\displaystyle \Gamma } ne peut jamais remettre en cause ce que l'on peut déduire de
{\displaystyle \Gamma }. Une démonstration nous convainc d'accepter la conclusion puisqu'on a accepté les prémisses.  
On parle de monde clos.

### Monde ouvert
Contrairement à la logique classique, l'argumentation permet de tirer des conclusions en se réservant le droit de les rétracter à la lumière de nouvelles informations. On construit et on compare des arguments en faveur d'une conclusion ainsi que des contre-arguments en défaveur de cette même conclusion. Par exemple, l'argument suivant permet d'aboutir à la même conclusion que précédemment: 
Olivier est vieux parce qu'il est octogénaire.
Les prémisses d'un argument peuvent générer des contre-arguments qui le contredisent. Contrairement à une preuve, un argument peut être défait. Un argument est ouvert aux objections. On parle de monde ouvert.
Un argument n'est admis qu'à la condition que toutes les objections qui ont été émises sont à leur tour défaites. On distingue différentes sources d'objections:
1. les arguments laissent certaines prémisses implicites en supposant que l'audience y adhère. Par exemple, on  présuppose Qu'Olivier est un homme ;
2. les arguments utilisent des termes vagues, imprécis ou des formules ouvertes. Par exemple, aucun seuil d'âge n'est mentionné. On peut demander à le préciser ;
3. les arguments admettent des objections dans des cas exceptionnels. Par exemple, Olivier est peut-être immortel ;
4. les arguments peuvent être avancés même lorsque l'on doute de certains faits. Par exemple, je ne suis pas certain qu'Olivier soit octogénaire.

Cette liste n'a pas la prétention d'être exhaustive. Elle permet cependant d'établir une distinction entre un argument et une preuve.

### Cas d'utilisation
En résumé, lorsqu'on dispose d'informations incomplètes, incertaines ou imprécises, lorsque le monde est ouvert, il est préférable d'utiliser un système d'argumentation pour modéliser le raisonnement plutôt qu'un système de preuves. C'est le cas d'un agent autonome et social. Un argument peut être muni d'une structure et d'une force.
De tels modèles d'argumentation peuvent être utilisés en Intelligence artificielle.